# Emilie Preyer
Emilie Preyer (1849–1930) foi uma pintora alemã conhecida pelas suas pinturas de natureza morta.

## Biografia
Preyer nasceu a 6 de junho de 1849 em Düsseldorf, Alemanha. Foi ensinada a pintar pelo seu pai, o pintor Johann Wilhelm Preyer. Ela teve uma carreira de sucesso, vendendo as suas obras para americanos e alemães. Faleceu a 23 de setembro de 1930, em Düsseldorf.

## Galeria

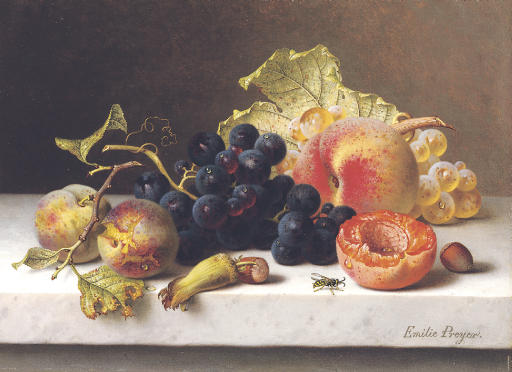
Trauben, Pfirsiche und Pflaumen auf einem Marmorsims
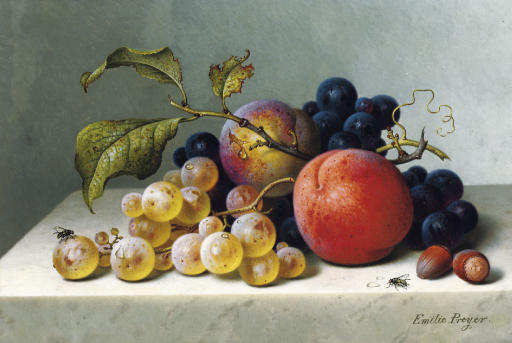
Pfirsiche und Trauben auf einem Marmorsims
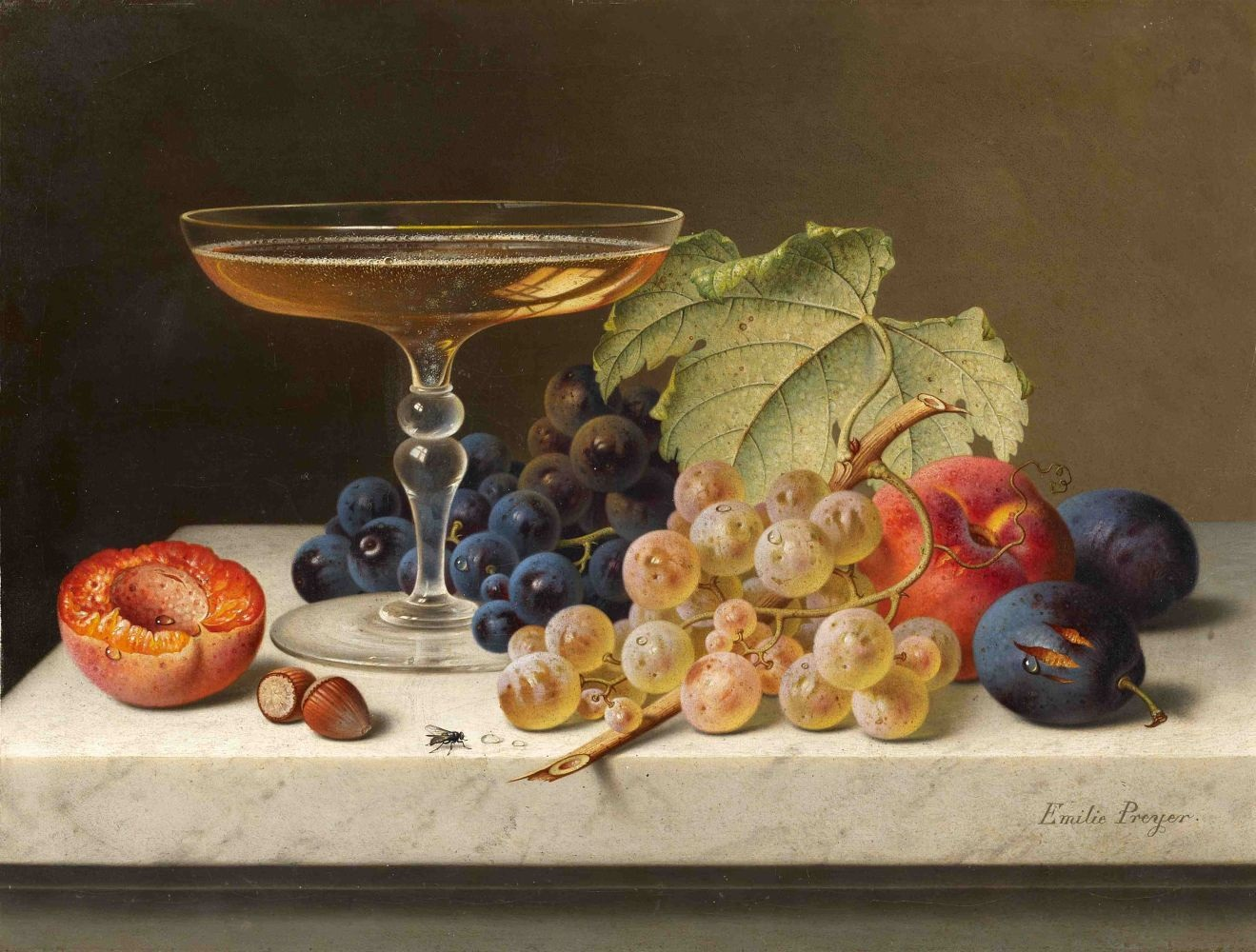
Früchtestillleben mit gefüllter Sektschale